# Mariusz Jurasik

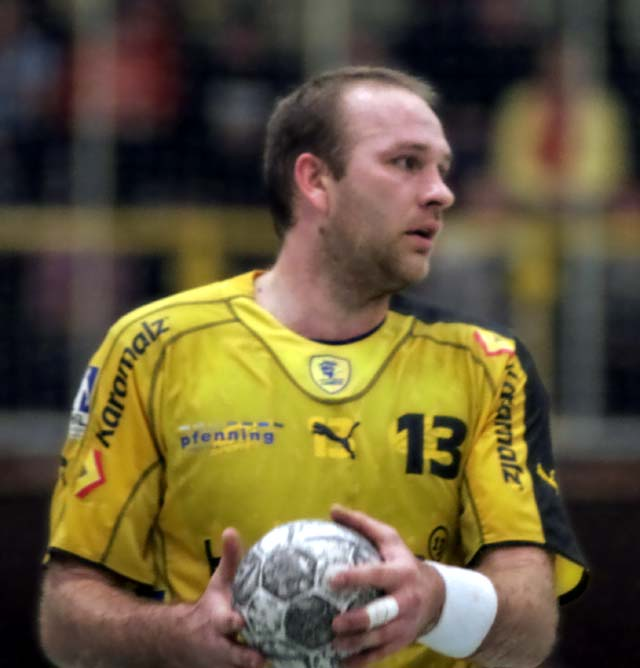
Mariusz Jurasik am 28. November 2006 in Bensheim

Mariusz Jurasik (* 4. Mai 1976 in Żagań) ist ein ehemaliger polnischer Handballspieler, der von 2003 bis 2009 für die Rhein-Neckar Löwen in der 1. Handball-Bundesliga spielte. Er war außerdem Spieler der polnischen Handballnationalmannschaft.

## Sportlicher Werdegang

### Die Anfänge in Polen
Der 1,92 Meter große Linkshänder ist im polnischen Żagań aufgewachsen und begann erst im Alter von 15 Jahren mit dem Handballspiel. Zuvor hatte er Fußball (als Rechtsfuß) gespielt und war zudem ein passabler Speerwerfer. Bei seinem ersten Einsatz in der Jugendmannschaft des WKS Sobieski Żagań bekam er auf seine Frage nach Regeln und Taktik beim Handball von seinem Trainer die lapidare Antwort: „Du musst nur Tore werfen.“ Das Endergebnis dieses Spiel war 22:2, und Mariusz hatte 16 Treffer beigesteuert.
In der Saison 1995/96 wurde er für Żagań Torschützenkönig der dritten Liga. Daraufhin wurde er vom polnischen Meister Iskra Ceresit Kielce zu einem Probetraining eingeladen. Mit Kielce, wo er auch Karol Bielecki kennenlernte, wurde er in der Folge zweimal Meister und einmal Pokalsieger.
2001 wechselte er zu Wisła Płock, wo er zunächst auf Rechtsaußen, später dann auch im rechten Rückraum eingesetzt wurde. Mit Płock wurde er einmal Meister sowie einmal Pokalsieger und erzielte dabei in 56 Liga-Spielen 395 Tore.

### Karriere in Deutschland
2003 wechselte er zu den gerade in die Bundesliga aufgestiegenen Rhein-Neckar Löwen (damals noch SG Kronau/Östringen), die dringend einen adäquaten Ersatz für den zum THW Kiel gewechselten Torjäger Christian Zeitz suchten.
In der Saison 2003/04 wurde er mit 200 Toren (davon 64 Siebenmeter) Fünfter der Bundesliga-Torschützenliste. Zwei Jahre später, 2005/06, belegte er mit 260/60 Treffern Platz drei hinter Guðjón Valur Sigurðsson (VfL Gummersbach, 263/70) und Andrej Kurtschau (1. SV Concordia Delitzsch, 262/91).
Mariusz Jurasik trug bei den Rhein-Neckar Löwen die Trikotnummer 13 und spielte zumeist auf Rückraum rechts, in der Rückrunde der Saison 2007/08 wurde er auch häufig auf Rechtsaußen eingesetzt. Seinen 1000. Ligatreffer für die Rhein-Neckar Löwen erzielte er am 17. September 2008 im Heimspiel gegen den TBV Lemgo. Nach Abschluss der Saison 2008/09 ist er mit 1185 Toren (davon 245 Siebenmeter) vor Uwe Gensheimer (752/126) unangefochten die Nummer eins der vereinsinternen Torschützenliste. Auch die Liste nach Einsätzen führt er mit 188 Ligaspielen vor Uwe Gensheimer (159) an.
In seiner letzten Saison bei den Rhein-Neckar Löwen avancierte Mariusz Jurasik mit 177 Toren vor Momir Ilić (VfL Gummersbach, 171 Tore) und Savas Karipidis (MT Melsungen, 166 Tore) zum erfolgreichsten Feldtorschützen der Handball-Bundesliga.

## Rückkehr nach Polen
Er stand von 2009 bis 2012 beim KS Vive Kielce unter Vertrag. Anschließend sollte er bei Vive Kielce das Amt des Jugendkoordinators übernehmen. Er nahm jedoch ein Engagement beim katarischen Verein al-Jaish an, den er nach Unstimmigkeiten im November 2012 wieder verließ und sich Górnik Zabrze anschloss. Mit Zabrze erreichte er das Achtelfinale im EHF Challenge Cup 2013/14.

### Nationalmannschaft
In der polnischen Handballnationalmannschaft spielte er meist auf Rechtsaußen, so beispielsweise bei der WM 2007, wo er als „bester Rechtsaußen“ ins All-Star-Team gewählt wurde. Seine Nationalmannschaftskarriere hatte er ursprünglich nach der WM 2009 beendet. Im Januar 2010 gab er sein Comeback bekannt und nahm an der in Österreich stattfindenden Europameisterschaft teil.

### Trainertätigkeit
Jurasik übernahm im Dezember 2021 die polnischen U16/U17-Nationalmannschaft.
Der gelernte Dreher ist mit Sylvia verheiratet und Vater von zwei Kindern.

## Größte Erfolge
- Vize-Weltmeister 2007
- Dritter Platz bei der WM 2009
- Finalist im Europapokal der Pokalsieger 2008
- Halbfinalist in der Champions League 2009
- Polnischer Meister 1998, 1999, 2002, 2010, 2012
- Polnischer Pokalsieger 2000, 2010, 2011, 2012
- DHB-Pokalfinalist 2006, 2007

## Auszeichnungen
- Nominierung für die Weltauswahl 2009 durch die Sportzeitung L’Equipe
- Wahl in das All-Star-Team der Weltmeisterschaft 2007
- Berufung in die Weltauswahl 2007
- 5. Platz bei der Wahl "Welthandballer des Jahres 2007"

## Saisonbilanzen
| Saison    | Verein             | Wettbewerb         | Spiele | Tore | 7-Meter | Feldtore |
| --------- | ------------------ | ------------------ | ------ | ---- | ------- | -------- |
| 2003/04   | Rhein-Neckar Löwen | Bundesliga         | 34     | 200  | 64      | 136      |
|           |                    | BL-Relegation      | 2      | 21   | 3       | 18       |
|           |                    | DHB-Pokal          | 1      | 10   | 2       | 8        |
| 2004/05   | Rhein-Neckar Löwen | 2. BL Süd          | 34     | 259  | 32      | 227      |
|           |                    | BL-Relegation      | 2      | 13   | 1       | 12       |
|           |                    | DHB-Pokal          | 2      | 7    | 0       | 7        |
| 2005/06   | Rhein-Neckar Löwen | Bundesliga         | 34     | 260  | 60      | 200      |
|           |                    | DHB-Pokal          | 5      | 37   | 5       | 32       |
| 2006/07   | Rhein-Neckar Löwen | Bundesliga         | 22     | 111  | 20      | 91       |
|           |                    | EHF-Pokal          | 4      | 14   | 3       | 11       |
|           |                    | DHB-Pokal          | 5      | 26   | 5       | 21       |
| 2007/08   | Rhein-Neckar Löwen | Bundesliga         | 31     | 164  | 54      | 110      |
|           |                    | EC der Pokalsieger | 10     | 61   | 13      | 48       |
|           |                    | DHB-Pokal          | 5      | 36   | 11      | 25       |
| 2008/09   | Rhein-Neckar Löwen | Bundesliga         | 33     | 191  | 14      | 177      |
|           |                    | Champions League   | 15     | 84   | 3       | 81       |
|           |                    | DHB-Pokal          | 5      | 23   | 0       | 23       |
| 2003–2009 | Rhein-Neckar Löwen | gesamt             | 244    | 1517 | 290     | 1227     |
| 2009/10   | KS Vive Kielce     | Ekstraklasa        | 25     | 155  | 7       | 148      |
|           |                    | Champions League   | 13     | 63   | 0       | 63       |
|           |                    | Polnischer Pokal   | 5      | 29   | 3       | 26       |
| 2010/11   | KS Vive Kielce     | Ekstraklasa        | 26     | 117  | 3       | 114      |
|           |                    | Champions League   | 9      | 17   | 0       | 17       |
|           |                    | Polnischer Pokal   | 5      | 16   | 0       | 16       |